# Streptococcus pyogenes
Streptococcus pyogenes, de pusvormende streptokok, is een β-hemolytische grampositieve streptokok van groep A (Groep-A-streptokok; GAS); de namen zijn onderling uitwisselbaar. De bacterie is anaeroob, maar zuurstoftolerant. Het is potentieel een van de meest agressieve streptokokken bij de mens. Dragerschap zonder symptomen komt echter ook vaak voor.

## Geschiedenis
Reeds in Epidemicus (toegeschreven aan Hippocrates) staat wondroos (ofwel: erisypelas) herkenbaar beschreven. Gedurende de Middeleeuwen was roodvonk een ernstige ziekte. Semmelweis beschreef in 1861 hygiënische maatregelen die kraamvrouwenkoorts moesten voorkomen. We weten nu dat deze ziektebeelden worden veroorzaakt door S. pyogenes.
In 1928 beschreef Rebecca Lancefield een methode voor serotypering van S. pyogenes door middel van het M-eiwit, een virulentiefactor gelokaliseerd aan de oppervlakte van de bacterie. In 1946 publiceerde Lancefield een andere typeringstechniek, namelijk via het identificeren van T-antigenen.

## Pathogenese
De bacterie wordt doorgegeven via speekseldruppels of direct contact met besmette personen. Deze komt dan in de keel of op de huid terecht. Wanneer de bacterie op de oppervlakte blijft zal deze slechts een oppervlakkige infectie veroorzaken. Wanneer de bacterie dieper terechtkomt, bijvoorbeeld door een wonde, kan deze een agressieve afbraak en ernstige ontsteking van weefsel induceren en zeer snel verspreiden.

## Ziektebeelden
Ziektebeelden veroorzaakt door S. pyogenes worden ingedeeld in invasieve of niet-invasieve varianten. Of een infectie invasief of niet-invasief wordt, hangt af van een aantal factoren, waaronder het serotype van de bacterie, de manier van besmetten (onder andere de porte d'entrée) en gastheerfactoren als algemene en specifieke afweer, HLA-fenotype en algemene risicofactoren (bijvoorbeeld intraveneus druggebruik of het hebben van suikerziekte). Invasieve ziektebeelden zijn vaak ernstiger en dodelijker dan niet-invasieve ziektebeelden. Ook het lokaal klimaat kan mee bepalen wat voor infectie er wordt veroorzaakt.

### Niet-invasieve ziektebeelden
Niet-invasieve uitingen van groep-A-streptococceninfecties komen veel voor en verlopen vaak mild. Vooral jonge kinderen worden getroffen door deze niet-invasieve vormen. Voorbeelden hiervan zijn krentenbaard, roodvonk en keelontsteking.

### Niet-etterige complicaties
In enkele gevallen kan een niet-invasieve infectie worden gecompliceerd door niet-etterige uitingsvormen. Deze auto-immuungemedieerde uitingen treden vaak pas na enkele weken op. Zo kan keelontsteking door S. pyogenes gevolgd worden door acuut reuma of glomerulonefritis. Dit trad vroeger regelmatig op, maar komt tegenwoordig vooral voor in de minder ontwikkelde landen waar hygiëne een probleem vormt.

### Invasieve ziektebeelden
Invasieve groep-A-streptococceninfecties zijn in Nederland zeldzaam, met incidentiecijfers van 2,0 tot 4,0 per 100.000 personen per jaar. Voorbeelden van invasieve infecties zijn necrotiserende fasciitis, hersenvliesontsteking en streptococcal toxic shock syndrome (STSS). Hoewel dit zeldzame ziektebeelden zijn, kunnen zij een mortaliteit bereiken tot 59% (STSS). Andere voorbeelden van invasieve groep-A-streptococceninfecties zijn wondroos, longontsteking, kraamvrouwenkoorts en buikvliesontsteking. Sinds 1 december 2008 is de invasieve vorm van groep-A-streptococceninfecties een meldingsplichtige ziekte in de categorie B2.